# Veronika Fitz
Veronika Fitz (Dießen am Ammersee, 28 marzo 1936 – Prien am Chiemsee, 2 gennaio 2020) è stata un'attrice tedesca.

## Filmografia parziale

### Cinema
- Die Geierwally, regia di Frantisek Cáp (1956)
- Das Wirtshaus im Spessart, regia di Kurt Hoffmann (1958)
- Wenn Ludwig ins Manöver zieht, regia di Werner Jacobs (1967)
- Mensch, ärgere dich nicht, regia di Peter Weck (1972)
- Doktor Faustus, regia di Franz Seitz (1982)

### Televisione
- Königlich Bayerisches Amtsgericht - serie TV, 11 episodi (1969-1971)
- Unsere schönsten Jahre - serie TV, 8 episodi (1983-1985)
- Der Millionenbauer - serie TV, 13 episodi (1979-1988)
- Die Hausmeisterin - serie TV, 23 episodi (1987-1992)
- Ein Bayer auf Rügen - serie TV, 47 episodi (1993-1997)
- Markus Merthin, medico delle donne (Frauenarzt Dr. Markus Merthin) - serie TV, 18 episodi (1997)
- Tierarzt Dr. Engel - serie TV, 70 episodi (1998-2004)
- La clinica tra i monti - Un'emergenza per il dott. Daniel (Die Alpenklinik - Notfall für Dr. Guth) - film TV (2011)
- La casa del guardaboschi (Forsthaus Falkenau) - serie TV, 96 episodi (2007-2013)